# Stadsbrand van Amsterdam (1452)
De stadsbrand van 1452 behoort, met de stadsbrand van 1421, tot de grootste branden die Amsterdam hebben geteisterd.
In de eerste eeuwen van Amsterdam waren de meeste huizen van hout. Baksteen was kostbaar, alleen grote gebouwen zoals kerken waren uit steen opgetrokken. Daarom kon een kleine brand gauw tot een grote brand uitgroeien. Hele stadswijken gingen in vlammen op en de bewoners waren (nagenoeg) machteloos met de beperkte middelen die hen ten dienste stonden. Sterke wind kon de gevolgen nog versterken en alleen wijken die bovenwinds van de brand lagen bleven gespaard. Pas als alles was afgebrand doofde het vuur na verloop van tijd.

## Stadsbrand 1452
Op donderdag 25 mei 1452 woedt een nog grotere brand dan drie decennia eerder, in 1421. Ongeveer twee derde van de stad gaat in vlammen op. Vanaf de Sint-Nicolaaskerk (Oude Kerk) naar het zuiden tot het Oude Nonnenklooster (later Binnengasthuis) aan de zuidgrens van de stad is alles verbrand. Ook aan de westkant van de stad, vanaf de Mariakerk (de latere O.L Vrouwekerk / Nieuwe Kerk) tot aan het klooster van de reguliere broeders (Regulierenklooster) ten zuiden van de stad, dat gespaard bleef.
Net als in 1421 begon de brand in de omgeving van de Oude Kerk, die met de naaste omgeving beide keren gespaard blijft, en sloeg over op de schepen in het Damrak, als gevolg van de noordoostenwind. Voorts worden (weer) verwoest de Nieuwe Kerk, het Stadhuis, twee kapellen, veertien kloosters, het Begijnhof, vier gasthuizen, de Regulierspoort, de Heilige Stede en ontelbaar veel huizen. De enorme brand maakt grote indruk in den lande, vooral de schade aan de nog vrij nieuwe kerk waar de kerkschatten en gebrandschilderde ramen verloren gingen.

## Brandpreventie
De landsregering onder Filips de Goede stelt de stad voor tien jaar vrij van lasten en draagt bij in de herstelkosten. In een keur herhaalt het stadsbestuur een aantal preventieve maatregelen en scherpte deze waar nodig aan. Nergens in huis mag men meer vuur aanleggen, tenzij onder de schoorsteen, het is verboden om brandende kaarsen aan de (houten) wanden van de woning te bevestigen en ook om vet of olie te koken. Nieuwe woningen mogen niet meer met riet gedekt worden, maar dienen van leien te worden voorzien. Stenen wanden verdient de voorkeur boven houten wanden. Desondanks blijven er nog heel wat houten huizen in de stad staan.
Brandgevaarlijke bedrijven werden in de loop der tijd naar de rand van de stad verbannen. Dit proces heeft vanaf de 15e eeuw tot in de 20e eeuw geduurd. Later vonden nog regelmatig branden plaats, maar, mede dankzij de uitvinding en toepassing van de brandspuit van Jan van der Heijden, groeiden branden niet meer uit tot de omvang van 1421 en 1452.